# امانوئل داکوستا
امانوئل داکوستا (انگلیسی: Emmanuel Da Costa؛ زادهٔ ۳ سپتامبر ۱۹۷۷) بازیکن فوتبال اهل فرانسه است.